# مدل فرایند
مدل فرایند (انگلیسی: Process modeling) یا مدل فرایندی، به فرایندهای دارای ماهیت یکسان اطلاق می‌شود، که قابلیت طبقه‌بندی در یک مدل واحد را دارا می‌باشند. مدل‌های فرایند دارای کاربردهای فراوانی در مهندسی سیستم‌ها و مهندسی نرم‌افزار می‌باشند، که برای نمونه می‌توان به کاربرد آن در مدل‌سازی فرایندهای کسب‌وکار اشاره کرد. یک مدل فرایند، مجموعه‌ای از فرایندهای با ساختار مشابه را ارائه می‌دهد. مدل‌های فرایند اغلب سلسله مراتب دو سطحی دارند، بنابراین هر مدل فرایندی، مجموعه‌ای از مدل‌های فعالیت را شامل می‌گردد، همچنین مدل‌های فرایند از نقاط (گره‌ها) و لبه‌های مستقیم تشکیل می‌شود.